# 安德烈亚·琼纳
安德烈亚·琼纳（義大利語：Andrea Cionna，1968年1月5日—），意大利男子田径运动员。他曾代表意大利参加2004年和2008年夏季残疾人奥林匹克运动会田径比赛，其中2004年夏季残奥会获得二枚铜牌。